# Campeonato Mundial de Atletismo de 2022 - Heptatlo feminino
A competição do heptatlo feminino no Campeonato Mundial de Atletismo de 2022 foi realizada em Eugene, nos Estados Unidos, nos dias 17 e 18 de julho de 2022.

## Recordes
Antes da competição, os recordes eram os seguintes:
| Recorde mundial                               | Jackie Joyner-Kersee (USA) | 7.291 | Seul, Coreia do Sul     | 24 de setembro de 1988 |
| Recorde do campeonato                         | Jackie Joyner-Kersee (USA) | 7.128 | Roma, Itália            | 1 de setembro de 1987  |
| Recorde do ano                                | Anouk Vetter (NED)         | 6.693 | Götzis, Áustria         | 29 de maio de 2022     |
| Recorde da África                             | Margaret Simpson (GHA)     | 6.423 | Götzis, Áustria         | 29 de maio de 2005     |
| Recorde da Ásia                               | Ghada Shouaa (SYR)         | 6.942 | Götzis, Áustria         | 26 de maio de 1996     |
| Recorde da América do Norte, Central e Caribe | Jackie Joyner-Kersee (USA) | 7.291 | Seul, Coreia do Sul     | 24 de setembro de 1988 |
| Recorde da América do Sul                     | Evelis Aguilar (COL)       | 6.346 | Ibagué, Colômbia        | 14 de março de 2021    |
| Recorde da Europa                             | Carolina Klüft (SWE)       | 7.032 | Osaka, Japão            | 26 de agosto de 2007   |
| Recorde da Oceania                            | Jane Flemming (AUS)        | 6.695 | Auckland, Nova Zelândia | 28 de janeiro de 1990  |

Os seguintes recordes mundiais ou olímpicos foram estabelecidos durante esta competição:
| Data        | Evento | Atleta                 | Pontos | Notas               |
| ----------- | ------ | ---------------------- | ------ | ------------------- |
| 18 de julho | Final  | Nafissatou Thiam (BEL) | 6.947  | Melhor marca do ano |

## Medalhistas
| Ouro                   | Prata              | Bronze          |
| Nafissatou Thiam (BEL) | Anouk Vetter (NED) | Anna Hall (USA) |

## Tempo de qualificação
| Tempo de qualificação |
| --------------------- |
| 6.420 pts             |

## Cronograma
| Data        | Hora  | Evento                   |
| ----------- | ----- | ------------------------ |
| 17 de julho | 10:35 | 100 metros com barreiras |
| 17 de julho | 11:35 | Salto em altura          |
| 17 de julho | 13:45 | Arremesso de peso        |
| 17 de julho | 18:38 | 200 metros               |
| 18 de julho | 10:55 | Salto em distância       |
| 18 de julho | 12:05 | Lançamento de dardo      |
| 18 de julho | 18:55 | 800 metros               |

Todos os horários estão no horário local (UTC-7)

## Resultados

### 100 metros com barreiras
A prova foi realizada dia 17 de julho às 10:35.
Vento:

Bateria 1: +1,4 m/s, Bateria 2: +0,7 m/s
| Pos. | Série | Atleta                    | Nacionalidade  | Tempo | Pontos | Notas                |
| ---- | ----- | ------------------------- | -------------- | ----- | ------ | -------------------- |
| 1    | 2     | Michelle Atherley         | Estados Unidos | 13.12 | 1106   |                      |
| 2    | 2     | Annik Kälin               | Suíça          | 13.17 | 1099   | Recorde pessoal      |
| 3    | 2     | Anna Hall                 | Estados Unidos | 13.20 | 1094   |                      |
| 4    | 2     | Noor Vidts                | Bélgica        | 13.20 | 1094   | Recorde da temporada |
| 5    | 1     | Nafissatou Thiam          | Bélgica        | 13.21 | 1093   | Recorde pessoal      |
| 6    | 2     | Adrianna Sułek            | Polónia        | 13.28 | 1083   |                      |
| 7    | 2     | Anouk Vetter              | Países Baixos  | 13.30 | 1080   |                      |
| 8    | 1     | Emma Oosterwegel          | Países Baixos  | 13.44 | 1059   | Recorde da temporada |
| 9    | 2     | Xénia Krizsán             | Hungria        | 13.46 | 1056   |                      |
| 10   | 1     | Ashtin Zamzow-Mahler      | Estados Unidos | 13.47 | 1055   | Recorde da temporada |
| 11   | 1     | Sophie Weissenberg        | Alemanha       | 13.51 | 1049   | Recorde pessoal      |
| 12   | 2     | Kendell Williams          | Estados Unidos | 13.54 | 1044   |                      |
| 13   | 1     | Katarina Johnson-Thompson | Grã-Bretanha   | 13.55 | 1043   | Recorde da temporada |
| 14   | 1     | Claudia Conte             | Espanha        | 13.65 | 1028   | Recorde pessoal      |
| 15   | 1     | Paulina Ligarska          | Polónia        | 14.19 | 952    |                      |
| 16   | 1     | Odile Ahouanwanou         | Benim          | DNS   | 0      |                      |

### Salto em altura
A prova foi realizada dia 17 de julho às 11:35.
| Pos. | Grupo | Atleta                    | Nacionalidade  | 1.59 | 1.62 | 1.65 | 1.68 | 1.71 | 1.74 | 1.77 | 1.80 | 1.83 | 1.86 | 1.89 | 1.92 | 1.95 | 1.98 | Resultado | Pts  | Notas                | Total  | Total   |
| Pos. | Grupo | Atleta                    | Nacionalidade  | 1.59 | 1.62 | 1.65 | 1.68 | 1.71 | 1.74 | 1.77 | 1.80 | 1.83 | 1.86 | 1.89 | 1.92 | 1.95 | 1.98 | Resultado | Pts  | Notas                | Pontos | Posição |
| ---- | ----- | ------------------------- | -------------- | ---- | ---- | ---- | ---- | ---- | ---- | ---- | ---- | ---- | ---- | ---- | ---- | ---- | ---- | --------- | ---- | -------------------- | ------ | ------- |
| 1    | A     | Nafissatou Thiam          | Bélgica        | –    | –    | –    | –    | –    | –    | –    | o    | o    | o    | o    | xxo  | o    | xxx  | 1.95      | 1171 | = CHB                | 2264   | 1       |
| 2    | A     | Adrianna Sułek            | Polónia        | –    | –    | –    | –    | o    | o    | o    | o    | o    | xo   | xxo  | xxx  |      |      | 1.89      | 1093 |                      | 2176   | 2       |
| 3    | A     | Anna Hall                 | Estados Unidos | –    | –    | –    | –    | o    | o    | o    | o    | o    | xo   | xxo  | xxx  |      |      | 1.89      | 1093 | Recorde da temporada | 2176   | 3       |
| 4    | A     | Claudia Conte             | Espanha        | –    | –    | –    | –    | o    | o    | o    | o    | o    | xo   | xxx  |      |      |      | 1.86      | 1054 | Recorde da temporada | 2082   | 5       |
| 5    | A     | Katarina Johnson-Thompson | Grã-Bretanha   | –    | –    | –    | –    | –    | o    | o    | o    | o    | xxx  |      |      |      |      | 1.83      | 1016 | Recorde da temporada | 2059   | 6       |
| 6    | A     | Noor Vidts                | Bélgica        | –    | –    | –    | o    | xo   | xo   | xo   | o    | xo   | xxx  |      |      |      |      | 1.83      | 1016 |                      | 2110   | 4       |
| 7    | B     | Anouk Vetter              | Países Baixos  | –    | –    | o    | o    | o    | o    | xxo  | xo   | xxx  |      |      |      |      |      | 1.80      | 978  | Recorde da temporada | 2058   | 7       |
| 8    | A     | Ashtin Zamzow-Mahler      | Estados Unidos | –    | –    | –    | o    | o    | o    | xo   | xxx  |      |      |      |      |      |      | 1.77      | 941  |                      | 1996   | 10      |
| 9    | A     | Paulina Ligarska          | Polónia        | –    | –    | –    | o    | xo   | o    | xo   | xxx  |      |      |      |      |      |      | 1.77      | 941  |                      | 1893   | 15      |
| 10   | B     | Emma Oosterwegel          | Países Baixos  | –    | –    | xxo  | o    | o    | o    | xo   | xxx  |      |      |      |      |      |      | 1.77      | 941  | Recorde da temporada | 2000   | 9       |
| 11   | B     | Sophie Weissenberg        | Alemanha       | –    | –    | –    | –    | o    | o    | xxx  |      |      |      |      |      |      |      | 1.74      | 903  |                      | 1952   | 13      |
| 12   | B     | Annik Kälin               | Suíça          | –    | –    | o    | o    | xo   | o    | xxx  |      |      |      |      |      |      |      | 1.74      | 903  |                      | 2002   | 8       |
| 13   | B     | Xénia Krizsán             | Hungria        | –    | o    | o    | o    | o    | xo   | xxx  |      |      |      |      |      |      |      | 1.74      | 903  |                      | 1959   | 12      |
| 14   | B     | Michelle Atherley         | Estados Unidos | –    | o    | o    | o    | xo   | xxx  |      |      |      |      |      |      |      |      | 1.71      | 867  |                      | 1973   | 11      |
| 15   | B     | Kendell Williams          | Estados Unidos | –    | xo   | o    | xxo  | xxo  | xxx  |      |      |      |      |      |      |      |      | 1.71      | 867  |                      | 1911   | 14      |

### Arremesso de peso
A prova foi realizada dia 17 de julho às 11:35.
| Pos. | Grupo | Atleta                    | Nacionalidade  | Tentativa | Tentativa | Tentativa | Resultado | Pontos | Notas                | Total  | Total   |
| Pos. | Grupo | Atleta                    | Nacionalidade  | 1         | 2         | 3         | Resultado | Pontos | Notas                | Pontos | Posição |
| ---- | ----- | ------------------------- | -------------- | --------- | --------- | --------- | --------- | ------ | -------------------- | ------ | ------- |
| 1    | B     | Anouk Vetter              | Países Baixos  | 14.73     | 16.25     | 15.42     | 16.25     | 945    | Recorde pessoal      | 3003   | 2       |
| 2    | B     | Nafissatou Thiam          | Bélgica        | 14.33     | 14.92     | 15.03     | 15.03     | 863    | Recorde da temporada | 3127   | 1       |
| 3    | B     | Noor Vidts                | Bélgica        | 13.96     | 14.05     | 14.43     | 14.43     | 823    | Recorde pessoal      | 2933   | 4       |
| 4    | B     | Emma Oosterwegel          | Países Baixos  | 13.66     | 13.45     | 14.40     | 14.40     | 821    |                      | 2821   | 6       |
| 5    | A     | Adrianna Sułek            | Polónia        | 14.06     | 14.11     | 14.13     | 14.13     | 803    | Recorde pessoal      | 2979   | 3       |
| 6    | B     | Paulina Ligarska          | Polónia        | 13.96     | 12.68     | 14.08     | 14.08     | 799    |                      | 2692   | 13      |
| 7    | B     | Xénia Krizsán             | Hungria        | 13.79     | 14.08     | 13.95     | 14.08     | 799    | Recorde da temporada | 2758   | 10      |
| 8    | B     | Annik Kälin               | Suíça          | 13.71     | 13.43     | 12.61     | 13.71     | 775    |                      | 2777   | 8       |
| 9    | A     | Anna Hall                 | Estados Unidos | 13.67     | 13.40     | 13.56     | 13.67     | 772    | Recorde pessoal      | 2920   | 5       |
| 10   | A     | Sophie Weissenberg        | Alemanha       | 13.57     | x         | x         | 13.57     | 765    |                      | 2717   | 12      |
| 11   | A     | Ashtin Zamzow-Mahler      | Estados Unidos | x         | 12.52     | 12.99     | 12.99     | 727    |                      | 2723   | 11      |
| 12   | A     | Katarina Johnson-Thompson | Grã-Bretanha   | 12.65     | 12.74     | 12.92     | 12.92     | 722    |                      | 2781   | 7       |
| 13   | A     | Kendell Williams          | Estados Unidos | x         | 12.50     | 12.71     | 12.71     | 708    |                      | 2619   | 15      |
| 14   | A     | Michelle Atherley         | Estados Unidos | 11.57     | 11.64     | 12.56     | 12.56     | 698    |                      | 2671   | 14      |
| 15   | A     | Claudia Conte             | Espanha        | 11.78     | 12.07     | 12.46     | 12.46     | 692    |                      | 2774   | 9       |

### 200 metros
A prova foi realizada dia 17 de julho às 18:38.
Vento:

Bateria 1: +1,5 m/s, Bateria 2: +1,4 m/s
| Pos.. | Bateria | Atleta                    | Nacionalidade  | Resultado | Pontos | Notas                | Total  | Total   |
| Pos.. | Bateria | Atleta                    | Nacionalidade  | Resultado | Pontos | Notas                | Pontos | Posição |
| ----- | ------- | ------------------------- | -------------- | --------- | ------ | -------------------- | ------ | ------- |
| 1     | 1       | Anna Hall                 | Estados Unidos | 23.08     | 1071   | Recorde pessoal      | 3991   | 3       |
| 2     | 2       | Katarina Johnson-Thompson | Grã-Bretanha   | 23.62     | 1017   |                      | 3798   | 6       |
| 3     | 2       | Anouk Vetter              | Países Baixos  | 23.73     | 1007   | Recorde da temporada | 4010   | 2       |
| 4     | 2       | Adrianna Sułek            | Polónia        | 23.77     | 1003   | Recorde pessoal      | 3982   | 4       |
| 5     | 2       | Noor Vidts                | Bélgica        | 23.92     | 988    | Recorde da temporada | 3921   | 5       |
| 6     | 2       | Michelle Atherley         | Estados Unidos | 23.97     | 984    |                      | 3655   | 12      |
| 7     | 1       | Annik Kälin               | Suíça          | 24.05     | 976    |                      | 3753   | 8       |
| 8     | 2       | Sophie Weissenberg        | Alemanha       | 24.06     | 975    |                      | 3692   | 9       |
| 9     | 1       | Nafissatou Thiam          | Bélgica        | 24.39     | 944    |                      | 4071   | 1       |
| 10    | 1       | Emma Oosterwegel          | Países Baixos  | 24.43     | 940    | Recorde da temporada | 3761   | 7       |
| 11    | 1       | Paulina Ligarska          | Polónia        | 24.65     | 919    | Recorde pessoal      | 3611   | 13      |
| 12    | 1       | Claudia Conte             | Espanha        | 24.77     | 908    | Recorde pessoal      | 3682   | 10      |
| 13    | 1       | Xénia Krizsán             | Hungria        | 24.82     | 903    |                      | 3661   | 11      |
| 14    | 1       | Ashtin Zamzow-Mahler      | Estados Unidos | 25.15     | 873    |                      | 3596   | 14      |
| 15    | 2       | Kendell Williams          | Estados Unidos | 25.27     | 862    |                      | 3481   | 15      |

### Salto em distância
A prova foi realizada dia 18 de julho às 10:55.
| Pos. | Grupo | Atleta                    | Nacionalidade  | Tentativa | Tentativa | Tentativa | Resultado | Pontos | Notas           | Total  | Total   |
| Pos. | Grupo | Atleta                    | Nacionalidade  | 1         | 2         | 3         | Resultado | Pontos | Notas           | Pontos | Posição |
| ---- | ----- | ------------------------- | -------------- | --------- | --------- | --------- | --------- | ------ | --------------- | ------ | ------- |
| 1    | A     | Nafissatou Thiam          | Bélgica        | 6.49      | x         | 6.59      | 6.59      | 1036   |                 | 5107   | 1       |
| 2    | A     | Annik Kälin               | Suíça          | 6.56      | x         | x         | 6.56      | 1027   |                 | 4780   | 6       |
| 3    | A     | Anouk Vetter              | Países Baixos  | x         | 6.17      | 6.52      | 6.52      | 1014   | Recorde pessoal | 5024   | 2       |
| 4    | A     | Adrianna Sułek            | Polónia        | 6.07      | x         | 6.43      | 6.43      | 985    | Recorde pessoal | 4967   | 3       |
| 5    | A     | Anna Hall                 | Estados Unidos | 6.02      | 6.31      | 6.39      | 6.39      | 972    |                 | 4963   | 4       |
| 6    | A     | Noor Vidts                | Bélgica        | 6.07      | 6.33      | x         | 6.33      | 953    |                 | 4874   | 5       |
| 7    | B     | Katarina Johnson-Thompson | Grã-Bretanha   | 6.28      | x         | x         | 6.28      | 937    |                 | 4735   | 7       |
| 8    | B     | Claudia Conte             | Espanha        | 6.00      | x         | 5.91      | 6.00      | 850    |                 | 4532   | 9       |
| 9    | B     | Michelle Atherley         | Estados Unidos | 5.68      | 6.00      | 5.82      | 6.00      | 850    |                 | 4505   | 10      |
| 10   | B     | Emma Oosterwegel          | Países Baixos  | 5.95      | x         | 5.87      | 5.95      | 834    |                 | 4595   | 8       |
| 11   | B     | Paulina Ligarska          | Polónia        | 5.88      | x         | x         | 5.88      | 813    |                 | 4424   | 11      |
| 12   | B     | Ashtin Zamzow-Mahler      | Estados Unidos | x         | 5.69      | x         | 5.69      | 756    |                 | 4352   | 12      |
| 13   | A     | Kendell Williams          | Estados Unidos | x         | 5.59      | x         | 5.59      | 726    |                 | 4207   | 13      |
|      | A     | Sophie Weissenberg        | Alemanha       | x         | x         | x         | NM        | 0      |                 | 3692   | 14      |
|      | B     | Xénia Krizsán             | Hungria        | x         | x         | x         | NM        | 0      |                 | 3661   | 15      |

### Lançamento de dardo
A prova foi realizada dia 18 de julho às 12:05.
| Pos. | Grupo | Atleta                    | Nacionalidade  | Tentativa | Tentativa | Tentativa | Resultado | Pontos | Notas                | Total  | Total   |
| Pos. | Grupo | Atleta                    | Nacionalidade  | 1         | 2         | 3         | Resultado | Pontos | Notas                | Pontos | Posição |
| ---- | ----- | ------------------------- | -------------- | --------- | --------- | --------- | --------- | ------ | -------------------- | ------ | ------- |
| 1    | B     | Anouk Vetter              | Países Baixos  | 53.89     | 58.29     | 50.56     | 58.29     | 1021   |                      | 6045   | 1       |
| 2    | B     | Emma Oosterwegel          | Países Baixos  | 54.03     | 50.94     | 51.11     | 54.03     | 938    | Recorde da temporada | 5533   | 7       |
| 3    | B     | Nafissatou Thiam          | Bélgica        | 51.22     | 50.76     | 53.01     | 53.01     | 919    | Recorde da temporada | 6026   | 2       |
| 4    | B     | Ashtin Zamzow-Mahler      | Estados Unidos | x         | 48.41     | 47.84     | 48.41     | 829    |                      | 5181   | 11      |
| 5    | B     | Annik Kälin               | Suíça          | 48.25     | x         | 47.03     | 48.25     | 826    |                      | 5606   | 5       |
| 6    | B     | Paulina Ligarska          | Polónia        | 43.73     | 42.32     | 45.89     | 45.89     | 781    |                      | 5205   | 10      |
| 7    | A     | Anna Hall                 | Estados Unidos | 42.85     | 45.75     | x         | 45.75     | 778    | Recorde pessoal      | 5741   | 3       |
| 8    | B     | Claudia Conte             | Espanha        | 41.60     | 44.26     | 44.69     | 44.69     | 757    |                      | 5289   | 9       |
| 9    | A     | Kendell Williams          | Estados Unidos | 42.49     | x         | 43.80     | 43.80     | 740    | Recorde da temporada | 4947   | 13      |
| 10   | A     | Adrianna Sułek            | Polónia        | 38.16     | 40.55     | 41.63     | 41.63     | 699    | Recorde da temporada | 5666   | 4       |
| 11   | A     | Noor Vidts                | Bélgica        | 37.99     | 41.62     | 39.77     | 41.62     | 698    | Recorde da temporada | 5572   | 6       |
| 12   | A     | Katarina Johnson-Thompson | Grã-Bretanha   | 38.93     | 39.18     | x         | 39.18     | 652    |                      | 5387   | 8       |
| 13   | A     | Michelle Atherley         | Estados Unidos | 27.53     | 26.32     | 32.33     | 32.33     | 521    |                      | 5026   | 12      |
|      | A     | Sophie Weissenberg        | Alemanha       |           |           |           | DNS       |        |                      | DNF    |         |
|      | B     | Xénia Krizsán             | Hungria        |           |           |           | DNS       |        |                      | DNF    |         |

### 800 metros
A prova foi realizada dia 18 de julho às 18:55.
| Pos. | Atleta                    | Nacionalidade  | Tempo   | Pontos | Notas                | Total  | Total   |
| Pos. | Atleta                    | Nacionalidade  | Tempo   | Pontos | Notas                | Pontos | Posição |
| ---- | ------------------------- | -------------- | ------- | ------ | -------------------- | ------ | ------- |
| 1    | Anna Hall                 | Estados Unidos | 2:06.67 | 1014   |                      | 6755   | 3       |
| 2    | Adrianna Sułek            | Polónia        | 2:07.18 | 1006   | Recorde pessoal      | 6672   | 4       |
| 3    | Noor Vidts                | Bélgica        | 2:08.50 | 987    | Recorde pessoal      | 6559   | 5       |
| 4    | Michelle Atherley         | Estados Unidos | 2:12.16 | 933    |                      | 5959   | 12      |
| 5    | Nafissatou Thiam          | Bélgica        | 2:13.00 | 921    | Recorde pessoal      | 6947   | 1       |
| 6    | Emma Oosterwegel          | Países Baixos  | 2:13.97 | 907    | Recorde da temporada | 6440   | 7       |
| 7    | Claudia Conte             | Espanha        | 2:14.14 | 905    |                      | 6194   | 9       |
| 8    | Paulina Ligarska          | Polónia        | 2:15.36 | 888    |                      | 6093   | 10      |
| 9    | Annik Kälin               | Suíça          | 2:17.49 | 858    | Recorde da temporada | 6464   | 6       |
| 10   | Katarina Johnson-Thompson | Grã-Bretanha   | 2:19.16 | 835    | Recorde da temporada | 6222   | 8       |
| 11   | Anouk Vetter              | Países Baixos  | 2:20.09 | 822    | Recorde da temporada | 6867   | 2       |
| 12   | Ashtin Zamzow-Mahler      | Estados Unidos | 2:22.28 | 793    |                      | 5974   | 11      |
|      | Kendell Williams          | Estados Unidos | DNS     |        |                      | DNF    |         |

## Classificação final
A classificação final foi a seguinte. 
| Colocação         | Atleta                    | Nacionalidade  | 100 m C/B | SA   | AP    | 200 m | SD   | LD    | 800 m   | Total | Notas                |
| ----------------- | ------------------------- | -------------- | --------- | ---- | ----- | ----- | ---- | ----- | ------- | ----- | -------------------- |
| Medalha de ouro   | Nafissatou Thiam          | Bélgica        | 13.21     | 1.95 | 15.03 | 24.39 | 6.59 | 53.01 | 2:13.00 | 6947  | Melhor marca do ano  |
| Medalha de prata  | Anouk Vetter              | Países Baixos  | 13.30     | 1.80 | 16.25 | 23.73 | 6.52 | 58.29 | 2:20.09 | 6867  | Recorde nacional     |
| Medalha de bronze | Anna Hall                 | Estados Unidos | 13.20     | 1.86 | 13.67 | 23.08 | 6.39 | 45.75 | 2:06.67 | 6755  | Recorde pessoal      |
| 4                 | Adrianna Sułek            | Polónia        | 13.28     | 1.89 | 14.13 | 23.77 | 6.43 | 41.63 | 2:07.18 | 6672  | Recorde nacional     |
| 5                 | Noor Vidts                | Bélgica        | 13.20     | 1.83 | 14.43 | 23.92 | 6.33 | 41.62 | 2:08.50 | 6559  | Recorde da temporada |
| 6                 | Annik Kälin               | Suíça          | 13.17     | 1.74 | 13.71 | 24.05 | 6.56 | 48.25 | 2:17.49 | 6464  | Recorde nacional     |
| 7                 | Emma Oosterwegel          | Países Baixos  | 13.44     | 1.77 | 14.40 | 24.43 | 5.95 | 54.03 | 2:13.97 | 6440  | Recorde da temporada |
| 8                 | Katarina Johnson-Thompson | Grã-Bretanha   | 13.55     | 1.83 | 12.92 | 23.62 | 6.28 | 39.18 | 2:19.16 | 6222  | Recorde da temporada |
| 9                 | Claudia Conte             | Espanha        | 13.65     | 1.86 | 12.46 | 24.77 | 6.00 | 44.69 | 2:14.14 | 6194  | Recorde pessoal      |
| 10                | Paulina Ligarska          | Polónia        | 14.19     | 1.77 | 14.08 | 24.65 | 5.88 | 45.89 | 2:15.36 | 6093  |                      |
| 11                | Ashtin Zamzow-Mahler      | Estados Unidos | 13.47     | 1.77 | 12.99 | 25.15 | 5.69 | 48.41 | 2:22.28 | 5974  |                      |
| 12                | Michelle Atherley         | Estados Unidos | 13.12     | 1.71 | 12.56 | 23.97 | 6.00 | 32.33 | 2:12.16 | 5959  |                      |
|                   | Kendell Williams          | Estados Unidos | 13.54     | 1.71 | 12.71 | 25.27 | 5.59 | 43.80 | DNS     | DNF   |                      |
|                   | Sophie Weissenberg        | Alemanha       | 13.51     | 1.74 | 13.57 | 24.06 | NM   | DNS   | DNF     |       |                      |
|                   | Xénia Krizsán             | Hungria        | 13.46     | 1.74 | 14.08 | 24.82 | NM   | DNS   | DNF     |       |                      |

Legenda
| Recorde mundial       | Recorde mundial (World record)               |                       | Recorde africano                      | Recorde africano (African) |                                           | Q | Classificado por posição (Qualified) |
| Recorde do campeonato | Recorde do campeonato (Championship record)  | Recorde da América    | Recorde da América (Americas)         | q                          | Classificado por melhor tempo (Qualified) |   |                                      |
| Melhor marca do ano   | Melhor marca do ano (World leading)          | Recorde asiático      | Recorde asiático (Asian)              | DNS                        | Não largou (Did not start)                |   |                                      |
| Recorde nacional      | Recorde nacional (National record)           | Recorde europeu       | Recorde europeu (European)            | DNF                        | Não terminou (Did not finish)             |   |                                      |
| Recorde pessoal       | Recorde pessoal do atleta (Personal best)    | Recorde da Oceania    | Recorde da Oceania (Oceania)          | DSQ / DQ                   | Desclassificado (Disqualified)            |   |                                      |
| Recorde da temporada  | Recorde da temporada do atleta (Season best) | Recorde sul-americano | Recorde sul-americano (South America) | NM                         | Sem marca (No mark)                       |   |                                      |